# Paraderpas decellei
Paraderpas decellei là một loài bọ cánh cứng trong họ Cerambycidae.